# Tuxtepec, Guerrero
Tuxtepec är en ort i Mexiko.   Den ligger i kommunen San Luis Acatlán och delstaten Guerrero, i den sydöstra delen av landet, 280 km söder om huvudstaden Mexico City. Tuxtepec ligger 896 meter över havet och antalet invånare är 558.
Terrängen runt Tuxtepec är lite bergig. Runt Tuxtepec är det ganska glesbefolkat, med 45 invånare per kvadratkilometer. Närmaste större samhälle är San Luis Acatlán, 18,9 km söder om Tuxtepec. I omgivningarna runt Tuxtepec växer huvudsakligen savannskog.